# توني باروس
توني باروس (3 مايو 1984 - ) (بالإنجليزية: Tony Barros)‏ هو لاعب كرة سلة أمريكي في مركز مدافع مسدد الهدف.

## وصلات خارجية
- توني باروس على موقع الاتحاد الدولي لكرة السلة (الإنجليزية)
- توني باروس على موقع كرة السلة الأوروبية.كوم (الإنجليزية)
- توني باروس على موقع ريلجم (الإنجليزية)